# Résolution 2048 du Conseil de sécurité des Nations unies
Membres permanents
- Chine
- États-Unis
- France
- Royaume-Uni
- Russie

Membres non permanents
- Afrique du Sud
- Allemagne
- Azerbaïdjan
- Colombie
- Guatemala
- Inde
- Maroc
- Pakistan
- Portugal
- Togo

Résolution no 2047 Résolution no 2049
La résolution 2048 du Conseil de sécurité des Nations Unies a été adoptée à l’unanimité le 18 mai 2012. Elle condamne le coup d'État de 2012 en Guinée-Bissau, ordonne le retour au respect de l'ordre constitutionnel et impose des sanctions contre les meneurs du coup d'État et crée un comités des sanctions à cet effet.
Les sanctions internationales concernent essentiellement des interdictions de voyager pour les meneurs du coup d'État. 
La résolution crée un nouvel organe subsidiaire du Conseil de sécurité composé de tous ses membres pour la surveillance et la mise en œuvre de ces sanctions. Une annexe de la résolution contient une liste de noms visés par les sanctions mais le comité des sanctions dispose du pouvoir d'inscrire des noms supplémentaires sur la liste.

## Voir également
- Liste des résolutions du Conseil de sécurité des Nations unies sur la Guinée-Bissau
- Sanctions internationales